# Enoplotrupes splendens
Enoplotrupes splendens är en skalbaggsart som beskrevs av Rothschild och Jordan 1893. Enoplotrupes splendens ingår i släktet Enoplotrupes och familjen tordyvlar. Inga underarter finns listade i Catalogue of Life.